# La creación (Diego Rivera)
La creación es un mural de Diego Rivera, realizado en 1922, en el Anfiteatro Simón Bolívar del Antiguo Colegio de San Ildefonso, en la Ciudad de México. El mural tiene unas dimensiones de 4,80 × 11,45 m. Se trata del primer mural de Diego Rivera y en este retrata la creación del pueblo mexicano, colocando al centro un hombre que surge del árbol de la vida.

## Contexto histórico-artístico
En 1922, Diego Rivera pintó su primer mural en México, el cual realizó en el interior del Anfiteatro Simón Bolívar.
La creación es el primer mural realizado por Rivera, se encuentra en lo que hoy se conoce como el Colegio de San Ildefonso. Su técnica es a base de resina de copal emulsionada con cera de abeja y una mezcla de pigmentos fundidos con fuego directo.
En el nicho esta la célula original, de donde surge la figura del hombre, con los brazos abiertos en la cruz. La flora y la fauna están inspiradas en el viaje que Rivera realizó a Tehuantepec. En el centro superior, hay un semicírculo azul representando la energía primaria, proyectada hacia tres direcciones. Los laterales corresponden al hombre y la mujer desnudos y sentados: los modelos fueron Amado de la Cueva, su ayudante, y Lupe Marín, con quien Diego se casó.

## Historia
En 1921, después de su regreso a México, a Rivera le fue comisionado un gran proyecto, en el que su principal objetivo era pintar la historia de un pueblo desde la época precolombina hasta la revolución.
El político y secretario de educación, José Vasconcelos, patrocinó un programa de muralismo mexicano, así que entre 1922 y 1923, Diego Rivera realizó su primera obra mural importante para el Auditorio Bolívar, que fue titulada La creación.

## Descripción

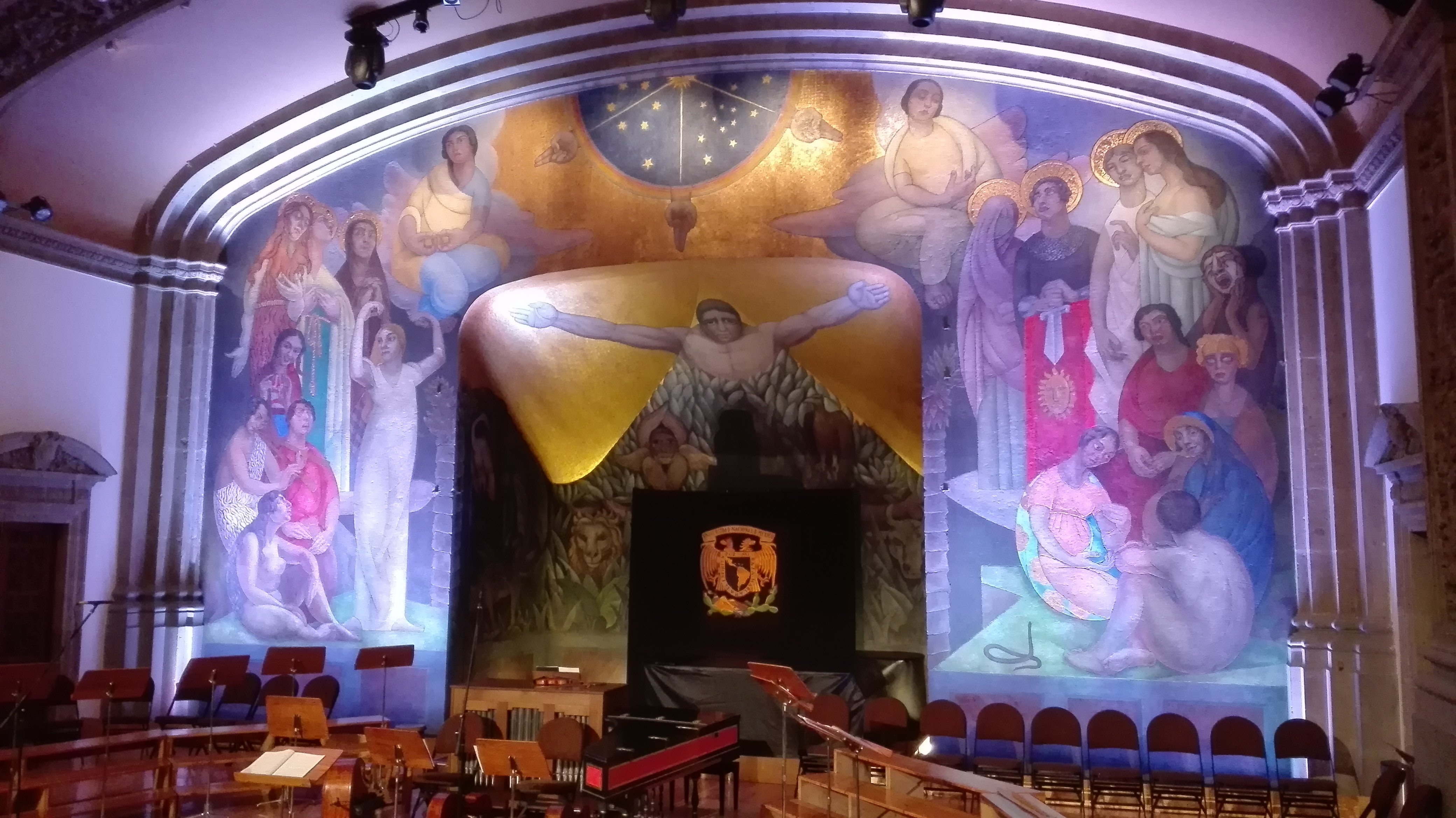
Mural La creación de Diego Rivera en el Anfiteatro Simón Bolívar, Antiguo Colegio de San Ildefonso

El tema principal del mural es el mestizaje del pueblo mexicano.
En la parte inferior izquierda hay una mujer sentada y desnuda, después se encuentran las musas de las ciencias y de las artes; también se encuentra representada la Música, vestida con piel de oveja y tocando una flauta doble; el Canto tiene un vestido rojo y tres manzanas en su regazo; la comedia tiene trenzas; y la Danza, se encuentra de pie y con los brazos extendidos hacia arriba. Junto a este grupo de musas, se encuentran personificadas las tres virtudes teologales: fe, esperanza y caridad.
En la parte inferior derecha está representada la figura de un hombre desnudo y sentado; asimismo aparece la Fábula, con un vestido azul y oro; también está la Tradición, que lleva un vestido y rebozo carmesí; la Poesía Erótica está representada con cabello rubio; y también se observa a la tragedia, que tiene el rostro oculto tras de una máscara de teatro. Arriba de estas representaciones aparecen las virtudes cardinales: Prudencia, Justicia, Continencia y Fortaleza. Las modelos fueron Julieta Crespo de la Serna, Lupe Marín y María Dolores Asúnsolo.
En el área superior de cada escena hay dos figuras angelicales sentadas sobre una nube: en la izquierda la Sabiduría y en la derecha la Ciencia. Las modelos utilizadas fueron Palma Guillén y Luz Jiménez.

## Estilo y técnica
Rivera realizó el mural en encáustica, técnica compleja en la que se utiliza cera fundida, resina para aglutinar los pigmentos y se aplica fuego directo.
Rivera dijo que la técnica era de la griega antigua, pero al mismo tiempo decidió crear la encáustica mexicana, ya que a la técnica le agregó resina de copal, y usó un soplete para fundir los colores.